# 2020年夏季奧林匹克運動會閉幕典禮
2020年夏季奥林匹克运动会閉幕式為2020东京奥运的閉幕典礼，於日本時間2021年8月8日星期日晚上在日本东京國立競技場舉行。奧運會旗將從東京移交到2024年夏季奥林匹克运动会舉辦城市巴黎。

## 場館與創作團隊

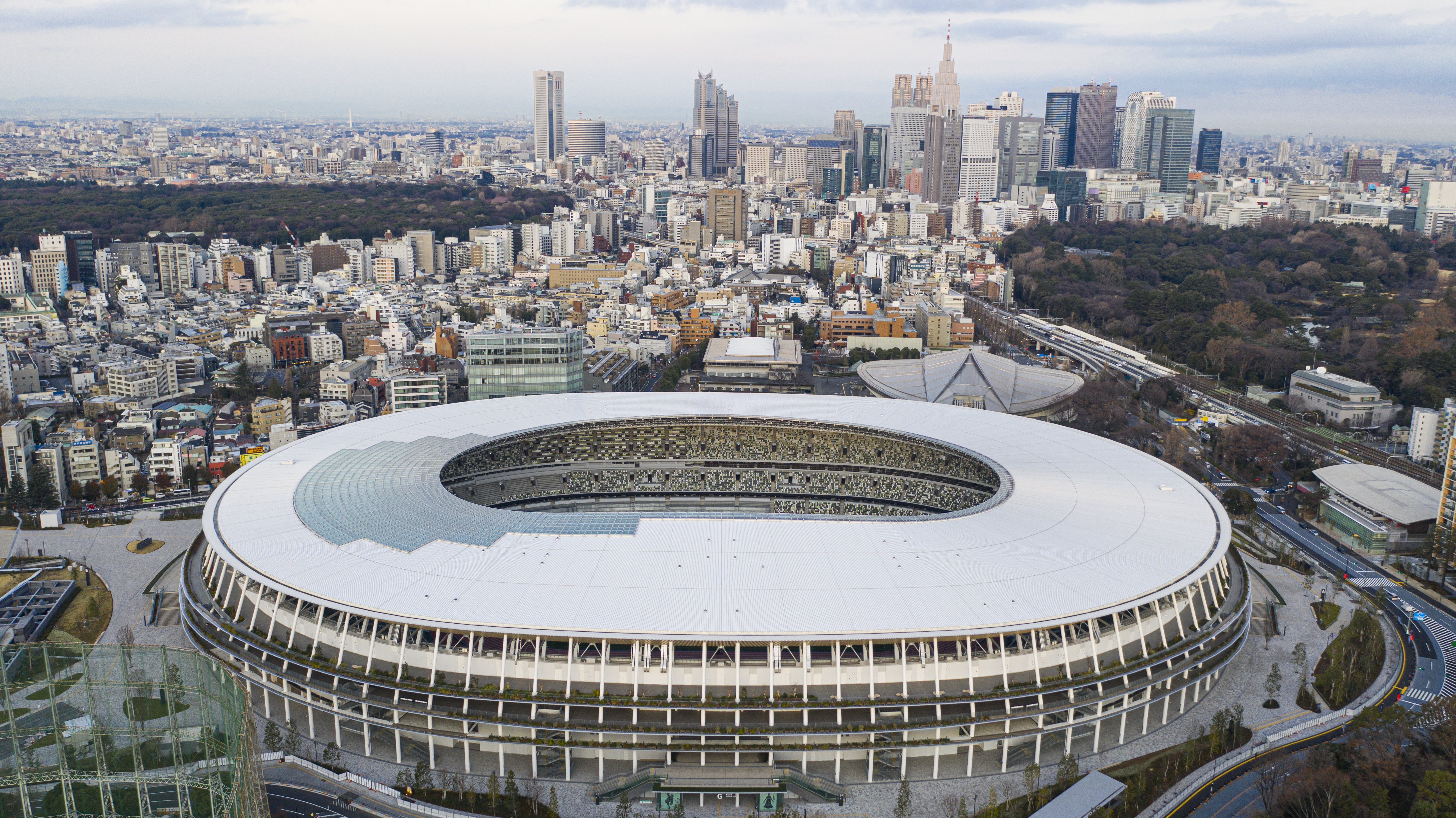
閉幕式的舉辦場地：東京的國立競技場

國立競技場承辦該屆開幕式和閉幕式，以及作為會場在田徑賽事的主體育場，並於2015年5月將國立霞丘陸上競技場拆遷完成。2017年12月，東京奧組委首次宣佈了此次奧運及殘運開幕式與閉幕式的創作團隊，成員包括狂言師野村万斋、電影製片人川村元氣、導演山崎貴、音樂家椎名林檎、舞蹈導師MIKIKO及廣告公司電通的前創意局長佐佐木宏等。其後于2018年7月，野村万斋被正式委任為此次開幕式的創意總監。2020年12月，因應2019冠状病毒病疫情爆發，東京奧組委決定重組開幕式及閉幕式創作團隊，野村卸任創意總監，由佐佐木宏繼任。2021年3月，佐佐木宏在被日本媒體曝光其於創作計劃中侮辱女藝人渡邊直美後宣佈引責辭職。經過多次變動后，東京奧組委在2021年7月宣佈開幕式及閉幕式的最終創作團隊如下。
- 總導演：小林賢太郎
- 音樂總監：田中知之
- 舞台總監：種田陽平
- 場景總監：冨澤奈美
- 美術總監：浜辺明弘
- 寫作總監：樋口卓治
- 执行創意總監：日置貴之
- 顧問：野村万斋

在上述名單決定后，創作團隊再于開幕前夕爆出新醜聞，負責開幕式音樂製作的音樂家小山田圭吾被媒體揭發曾於少年時期霸凌患有身心障礙的同級生，于7月19日宣佈引責辭職。而總導演小林賢太郎因过去担任搞笑艺人时的反犹太人演出片段，于7月22日被东京奥组委解除职务。

## 閉幕典禮主題
2021年7月14日，東京奧組委正式發表了這次奧運會與殘奧會開閉幕式的主題：「Moving Forward」；其中閉幕式的主題則為「Worlds we share」。原定於2020年8月9日舉行，于同年3月，2019冠状病毒病疫情在全球大規模爆發，致使國際奧委會及東京奧組委決定宣佈將奧運推遲1年舉行，其後因爲東京本地的疫情再度惡化，于7月8日正式宣佈將以無觀衆的形式舉辦這次閉幕典禮，為奧運史上首次。

## 閉幕典禮程序

### 升國旗、奏國歌
闭幕式开始，由6名日本代表手持日本国旗入场，包括运动员代表高藤直寿、大桥悠依、北園丈琉、河合来梦，以及医护人员横田裕行、残疾模特儿海音，随后到达升旗台将国旗交给自卫队升旗队。之后升日本国旗，由身着传统服饰袴裙的宝冢歌剧团20名女演员演唱日本国歌《君之代》。

### 運動員進場
以日本為首的代表團首先攜帶參賽旗幟入場。之後，各個代表團陸續進入。並採用1964年運動會由古關裕而作曲的運動員入場曲《奧林匹克進行曲》為背景音樂。

### 舞台表演
在表演環節，負責演奏音樂的是東京斯卡樂園管弦樂團，現場先後演奏了坂本九原唱的《昂首向前走》（上を向いて歩こう）、LiSA原唱的日本動漫《鬼滅之刃》第一季片頭曲《紅蓮華》、貝多芬的第9號交響曲（歡樂頌）。最後女歌手milet用日語和法語演唱了法國女歌手艾迪特·皮雅芙原唱的《愛的讚歌》。

### 馬拉松頒獎典禮
闭幕式还举行了女子马拉松、男子马拉松比赛的颁奖典礼，肯尼亚女选手切普奇奇和男选手基普乔格均获得金牌，由此造成了闭幕式两次升肯尼亚国旗、两次奏肯尼亚国歌，这在奥林匹克历史上还尚属首次。

### 哀悼时间
在“哀悼时间”环节，佐藤健作演奏太鼓，舞者山田葵表演独舞以表达在2019冠状病毒病疫情中对逝者的哀思，现场顿时进入沉闷的气氛。之后以纪录片视频的形式播放北海道阿伊努嫁令阔、冲绳县琉球哎萨、秋田县西马音内盆踊、岐阜县郡上踊四个日本传统舞蹈的视频，最后现场表演了盂兰盆舞与《东京音头》。

### 交替儀式
按照奥运会的程序，闭幕式升希腊国旗，奏希腊国歌。随后奥林匹克运动会会旗降下，并由男性女高音歌唱家岡本知高演唱《奥林匹克颂》。在会旗交接仪式上，東京都知事小池百合子将奥运五环旗交给国际奥委会主席托马斯·巴赫，随后再由巴赫交给下届2024年奥运会主办城市巴黎市长安娜·伊达尔戈，此外后面的两位司仪手持东京都旗和巴黎市旗。之后升法国国旗，奏法国国歌，巴黎八分钟表演以视频直播的方式进行，法兰西巡逻兵飞行表演队在巴黎现场还进行了空中表演。

### 閉幕宣言
由現任東京奧運會組織委員會會長橋本聖子和国际奥委会主席托马斯·巴赫作了閉幕宣言。

### 熄滅聖火
大竹忍与东京杉并儿童合唱团一同演唱宮澤賢治編寫的歌曲《巡星之歌》。在伴随着音乐贝加马斯克组曲《月光》的伴奏中，奥运圣火缓缓熄灭。
随后，现场播放了2020东京残奥会的宣传片。残疾人运动员奋力拼搏，挑战极限的身影，令每一位观众印象深刻。“我虽身体残缺，但我热爱的世界依旧完整。”东京奥运会虽然结束，但“东京2020”系列赛事并未结束。8月24日起，来自全世界的残疾人运动员将齐聚东京，向着新的极限发起挑战。
焰火升腾在国立竞技场上空。电子显示屏先后显示“ARIGATO”（感谢）和“SAYONARA”（再见）的标语，以表达对1964年奥运会的致敬及参赛选手的感谢。东京奥运会闭幕式正式结束。

## 演奏曲目
- - 日本國歌（演唱：寶塚歌劇團）
- - 希臘國歌
- - 肯尼亚國歌
- - 奧林匹克聖樂（歌手：岡本知高）
- - 法國國歌（演奏：法國國家管弦樂團、身处国际空间站的法國宇航员托马斯·佩斯凯用薩氏管独奏其开头几个小节）
- - 紅蓮華
- - 愛的讚歌（歌手：milet）
- - 歡樂頌

## 出席嘉宾

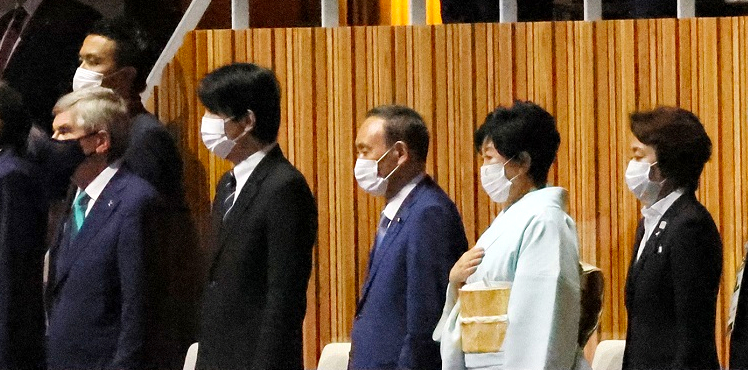
出席闭幕式的嘉宾

### 主辦國
- 秋篠宮文仁親王（皇嗣）
- 日本內閣總理大臣菅義偉
- 东京都知事小池百合子
- 东京奥组委会长桥本圣子

### 其他國家
- 愛沙尼亞總統克尔斯季·卡柳莱德
- 巴黎市長安娜·伊達爾戈
- 法國總理让·卡斯泰
- 美國常駐聯合國代表琳达·托马斯-格林菲尔德

### 国际组织官员
- 国际奥委会主席托马斯·巴赫
- 国际奥委会副主席阿妮塔·德弗朗茨（英语：Anita DeFrantz）
- 世界田径联合会主席塞巴斯蒂安·科

## 轉播機構
- 國際奧委會 — 奧林匹克頻道
- 日本 — NHK（NHK綜合頻道[註 1]、NHK BS4K、NHK BS8K、NHK教育頻道[註 2]、NHK BS1[註 3]）、NHK廣播第1頻率[註 4]
- 中国大陆 — 中央广播电视总台（CCTV-1[註 5]、CCTV-5、CCTV-5+）
- 香港 — 電視廣播有限公司（翡翠台、無綫財經·資訊台、myTV SUPER奧運專區頻道）、香港有線電視（有線體育台、有線Sports Plus）、奇妙電視（香港開電視、香港國際財經台）、Now TV、香港電視娛樂ViuTV
- 澳門 — 澳門廣播電視股份有限公司
- 臺灣 — 愛爾達電視、公共電視台、東森電視

## 收視情況
- 日本：Video Research的調查數據（速报值）顯示，前半部分收視率為46.7%，後半部分為39.8%；個人收視率前半部分為31.5%，後半部分為27.1%。[12]。
- 中国大陆：
- 香港：